# Галицкий, Владимир Александрович
Владимир Александрович Га́лицкий (1907—1998) — советский театральный режиссёр и педагог. Заслуженный деятель искусств РСФСР (1954).

## Биография
Родился 27 января (10 февраля) 1907 года в Казани в театральной семье. Естественно, что театр стал его главным увлечением с детства. Первые художественные впечатления формировались под влиянием таких значительных представителей отечественной культуры, как Е. Полевицкая, В. Хенкин, А. Н. Вертинский. Детское увлечение переросло в осознанное решение посвятить жизнь театру. Юноша поступает в Харьковский музыкально-драматический институт, погружается в бурную театральную жизнь. В 1933 году окончил ГИТИС. Служил в театрах Харькова (в «Вентилятор») (1933—1938), Владивостока (1943—1944), Калинина (1944—1947). В Днепропетровском украинском театре (1938—1941), в Днепропетровском театре русской драмы (1941—1943). Главный режиссёр Тамбовского драматического театра (1947—1957), Куйбышевского театра драмы (1957—1959). Затем возглавлял театры в Кишинёве, Вильнюсе (1962—1966). Последние годы жил в Ленинграде. Был художественным руководителем театра киноактёра студии «Ленфильм» (спектакль «Солдатские письма»), ставил спектакли на телевидении («Делец» А. Толстого), преподавал режиссуру в Ленинградском Государственном Институте Культуры им. Н. К. Крупской, работал с актёрами творческого объединения «Ленконцерт» («В прекрасном и яростном мире», «На берегах Невы», «Величие души»). С 1935 года вел педагогическую и консультативную работу. Член КПСС с 1950 года.
Автор мемуаров «Театр моей юности» (1984), «Одесские были» (1994) и «Записки периферийного главрежа» (2003). В 2014 году был издан сборник «Театр и мир Владимира Галицкого».
Скончался 1 января 1998 года. Похоронен на Комаровском кладбище.
К столетию В. А. Галицкого в здании Тамбовского ордена «Знак почёта» драматического театра поставлен бюст режиссёра, открыта памятная доска лауреатам государственных премий СССР, служившим в областном театре.

## Семья
Супруга: Петкевич, Тамара Владиславовна, автор книги «Жизнь-сапожок непарный».

## Театральные постановки
- «Жизнь в цвету» А. П. Довженко
- «Маруся Богуславка» М. П. Старицкого
- 1940 — «Сто тысяч» Ив. Карпенко-Карого
- 1940 — «Богдан Хмельницкий» А. Корнейчука
- 1943 — «Большая земля» С. А. Герасимова
- 1947 — «Молодая гвардия» по А. А. Фадееву
- 1948 — «Счастье» П. А. Павленко
- 1949 — «Укрощение строптивой» Шекспира
- 1950 — «В Лебяжьем» Д. П. Девятова
- 1951 — «Семья» И. Ф. Попова
- 1952 — «Отелло» Шекспира;
- 1953 — «Печать доверия» Н. В. Архангельского
- 1954 — «Родник в степи» Д. П. Девятова; «Ревизор» Н. В. Гоголя
- 1955 — «Враги» М. Горького; «Упорные сердца» Н. В. Архангельского
- 1957 — «Кремлёвские куранты» Н. Ф. Погодина
- 1958 — «Третья патетическая» Н. Ф. Погодина
- 1959 — «Битва в пути» Г. Е. Николаевой
- «Барабанщица» А. Д. Салынского
- «Лодочница» Н. Ф. Погодина
- «Русские люди» К. М. Симонова
- «Господин Пунтила» Б. Брехта
- «Назначение» А. М. Володина
- «Пучина» А. Н. Островского

## Награды и премии
- заслуженный деятель искусств РСФСР (1954).
- Сталинская премия третьей степени (1952) — за постановку спектакля «В Лебяжьем» Д. П. Девятова, поставленный на сцене Тамбовского ДТ имени А. В. Луначарского